# Saint-Germain-les-Belles
Saint-Germain-les-Belles este o comună în departamentul Haute-Vienne din centrul Franței. În 2009 avea o populație de 1.151 de locuitori.

## Evoluția populației
| An        | 1975  | 1982  | 1990  | 1999  | 2006  | 2009  |
| --------- | ----- | ----- | ----- | ----- | ----- | ----- |
| Populație | 1.425 | 1.255 | 1.079 | 1.112 | 1.141 | 1.151 |